# Мишинсельга
Ми́шинсельга (карел. Mišinselgü) — старинная карельская деревня в составе Эссойльского сельского поселения Пряжинского национального района Республики Карелия.

## Общие сведения
Расположена в северной части этнического ареала карел-ливвиков, на автодороге Крошнозеро — Эссойла.

## Население
Численность населения в 1905 году составляла 98 человек.
| 2002 | 2010 | 2013 |
| ---- | ---- | ---- |
| 4    | ↗6   | ↘4   |